# Ferdinand Leitner
Ferdinand Leitner (Berlín, 4 de marzo de 1912-Zúrich, 3 de junio de 1996) fue un director de orquesta alemán.

## Datos biográficos
Ferdinand Leitner estudió con Franz Schreker, Julius Prüwer, Artur Schnabel y Karl Muck. 
En sus primeros años fue sobre todo pianista de acompañamiento, pero, gracias al apoyo de Fritz Busch en los años 30 pasó a ser director de orquesta; a pesar del desprecio por parte de los jerarcas de la vida cultural en el nacionalsocialismo, fue entre 1943 y 1945 director del Theaters am Nollendorfplatz, en Berlín. 
En 1945 y 1946 ocupó un puesto en Hamburgo y en 1946 y 1947 en Múnich; a partir de 1947 fue director musical del Teatro Estatal de Stuttgart; allí permaneció hasta 1969, en que fue contratado por la Opera de Zúrich, donde se despidió en 1984. 
Además, entre 1976 y 1980 lo simultaneó con su actividad en La Haya.

## Su obra
Ferdinand Leitner es conocido sobre todo como director de ópera, especializado en Wagner, Richard Strauss, Mozart, pero abierto también a la ópera del siglo XX (Carl Orff, Karl Amadeus Hartmann). 
En ese sentido, dejó su impronta también en el Teatro Colón de Buenos Aires, al presentar allí en 1956, sucediendo a Erich Kleiber, óperas alemanas.
En 1950 y 1980 dirigió los estrenos absolutos de obras de Hermann Reutter. 
Las más de 300 grabaciones discográficas incluyen también sinfonías románticas.